# Café frappé
Pour les articles homonymes, voir Café (homonymie) et Frappé (homonymie).
Le café frappé (en grec καφές φραπές ou φραπέ, la forme correcte et usuelle étant la première) est une boisson au café de la cuisine grecque, préparé avec du café instantané secoué dans un shaker avec un peu d'eau froide, du sucre et des glaçons, jusqu'à obtenir un mélange mousseux. Variante du café glacé, il se boit frais avec une paille et des glaçons. Ce café est devenu emblématique en Grèce et à Chypre, avec le café grec, notamment durant l'été, depuis sa création en Grèce en 1957,.

## Étymologie
Le mot « frappé » est emprunté au français, et l'expression « café frappé » est d'origine française, probablement dans les dernières années du XIXe siècle. C'est alors un granité au café, puis en 1932 une forme de café glacé. Dans ce contexte, le mot frappé signifie « frappé réfrigéré », c'est-à-dire secoué avec des glaçons dans un shaker,.

## Préparation
Le café peut être préparé par un mélange de deux cuillerées à café de café, du sucre et un peu d'eau froide qui sont mélangés dans un récipient contenant des glaçons. On y ajoute éventuellement du lait. Facile à réaliser et rafraîchissant, le tout est servi dans un verre avec une paille.

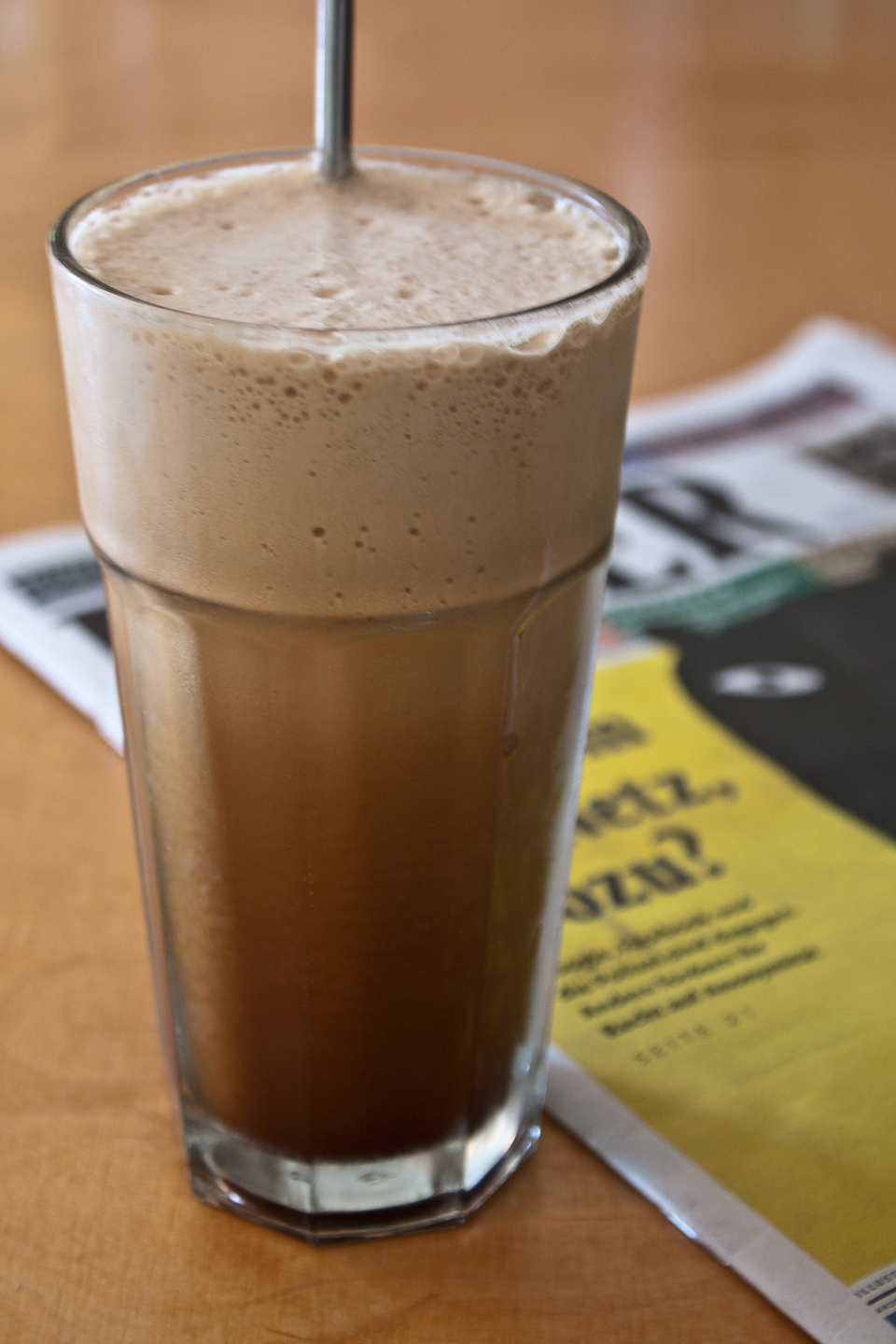
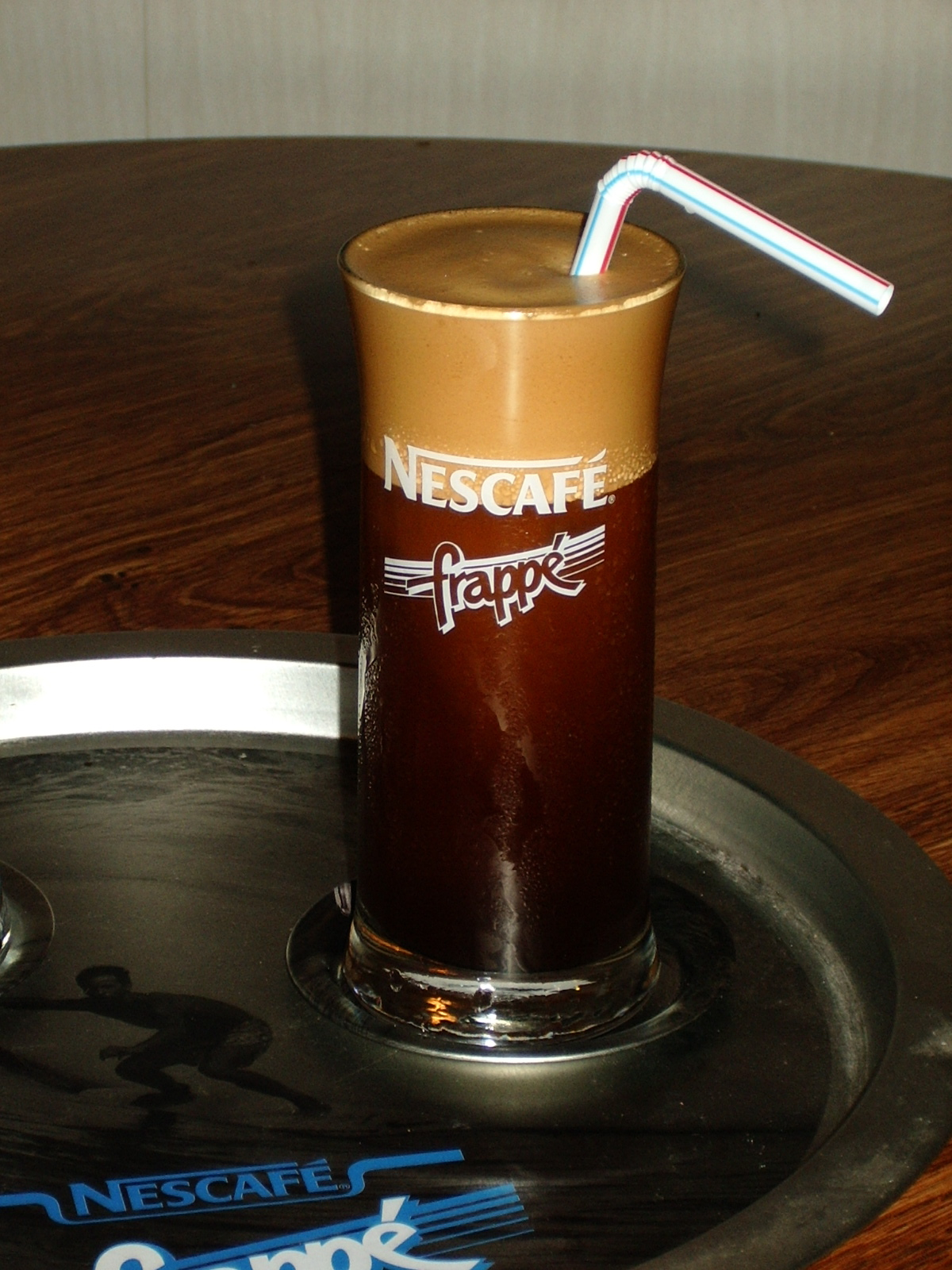
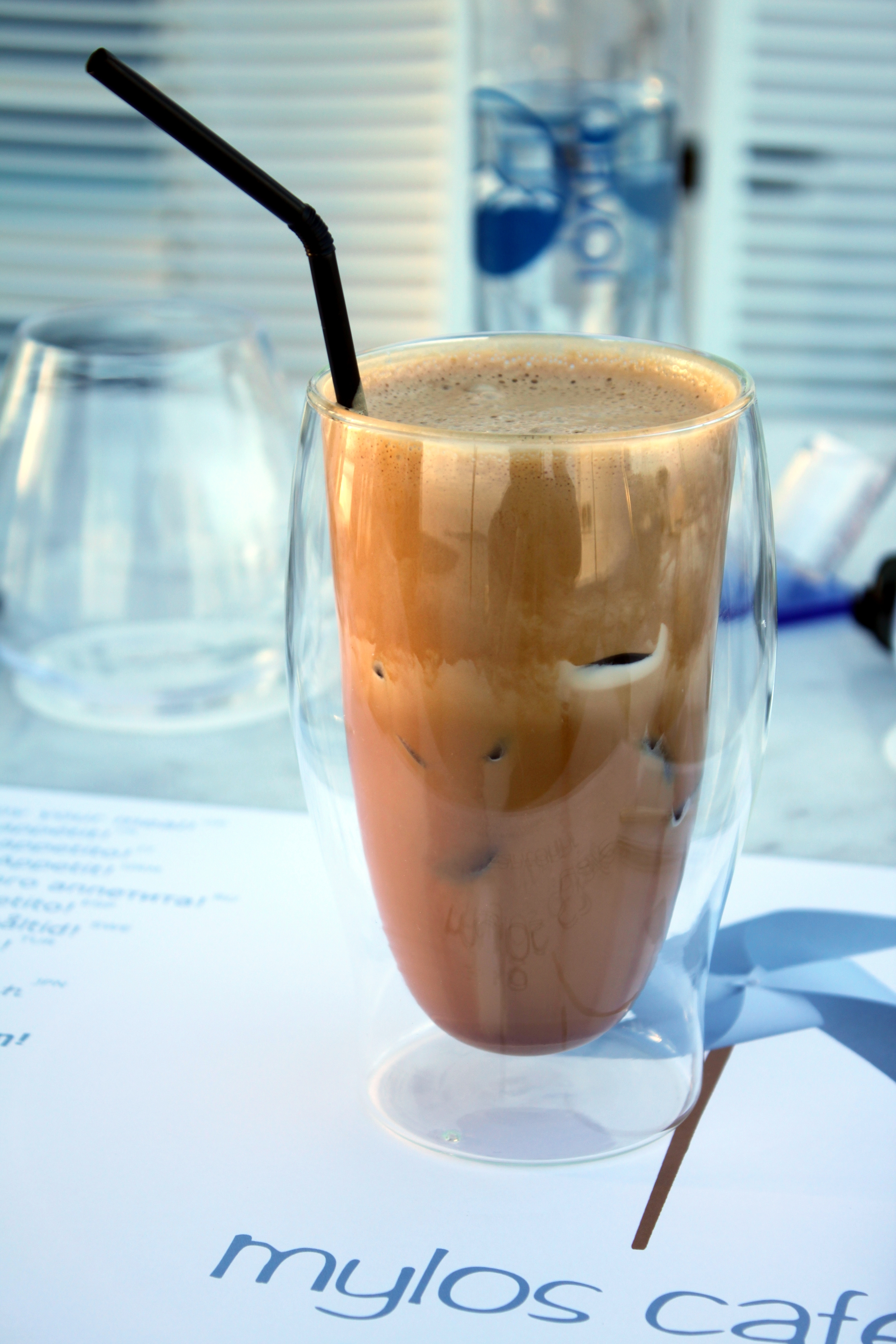
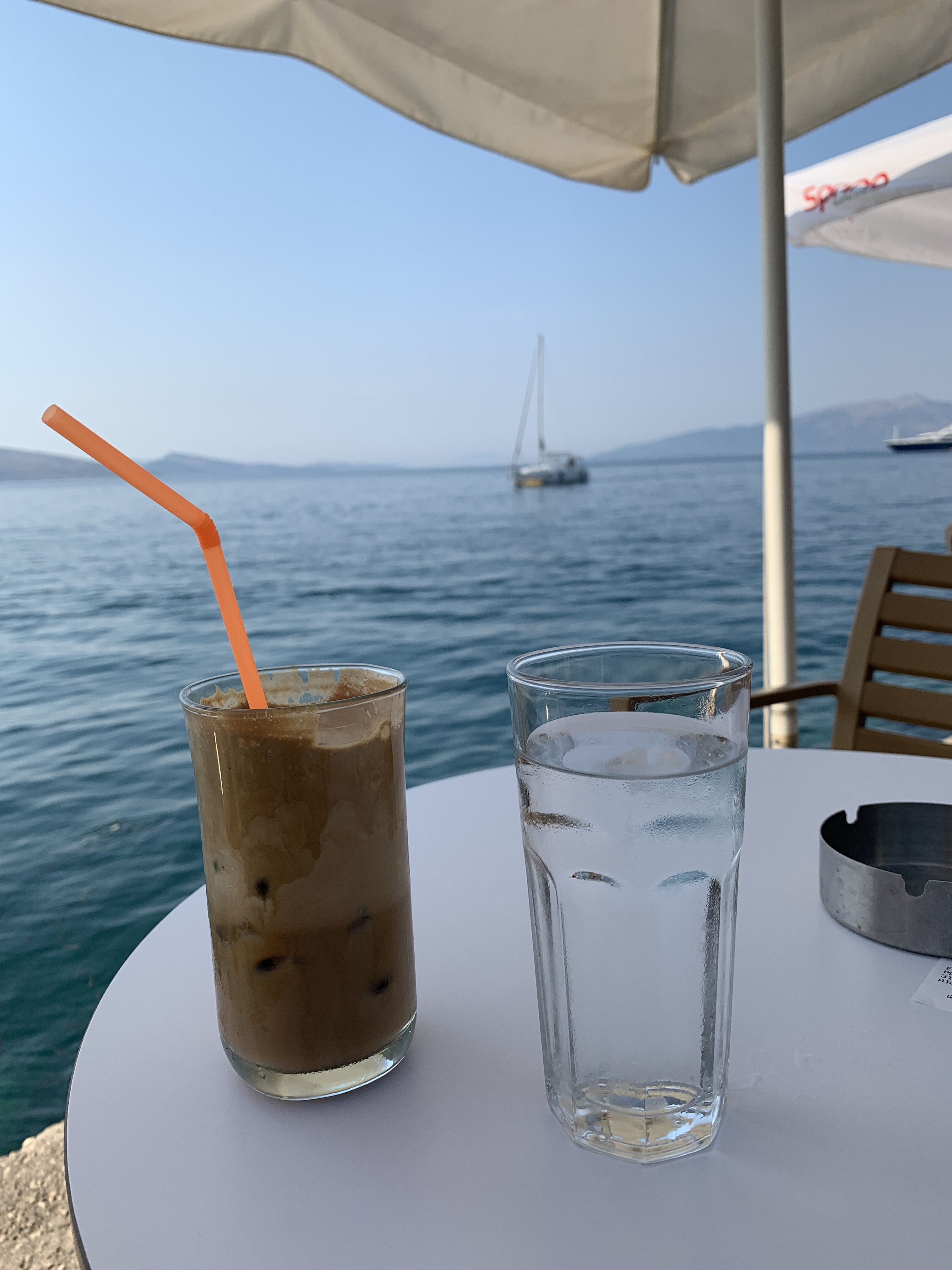

## Historique
Bien qu'en France le café frappé soit nettement plus ancien, et qu'on en retrouve des recettes dès 1897 et 1932, la variante grecque qui utilise du café instantané aurait été mise au point en 1957 à la foire internationale de Thessalonique. 
Selon cette légende, la création du café frappé est le fruit d'un hasard. Pendant la foire de Thessalonique en 1957, le représentant de la société suisse Nestlé en Grèce, Yannis Dritsas, présente un nouveau produit pour les enfants, une boisson instantanée au chocolat préparée en la mélangeant avec du lait et en la frappant dans un shaker.

On raconte que Dimitrios Vakondios, représentant de Nestlé en Grèce, a l'habitude de boire du Nescafé, le café instantané de Nestlé. Pendant une pause qu'il fait durant l'exposition, il ne trouve pas d'eau chaude pour préparer son café instantané, et utilise son shaker pour préparer un café avec de l'eau froide. Il met le café, le sucre et l'eau, il les frappe et créant ainsi le premier café frappé,. 

## Quelques variantes
- Affogato
- Café
- Café cold brew
- Café grec
- Café glacé
- Café glacé vietnamien
- Café liégeois
- Ice cappuccino
- Latte glacé
- Milk-shake glacé
- Thé glacé
- Liste des boissons au café